# Цикли Шміхули
Цикли Шміхули — довгострокові цикли технологічного прогресу, що є частиною довгострокових економічних хвиль. Вони є ключовим поняттям теорії технологічного прогресу Даніеля Шміхули.

## Характеристика теорії
Теорія циклів технологічних революцій Даніеля Шміхули полягає в тому, що головні технологічні інновації відбуваються не постійно, а за допомогою особливих циклів, і тимчасові інтервали цих циклів скорочуються через технічний прогрес.

Період часу з найбільш високою концентрацією технологічних нововведень позначається «технологічною революцією». Період технологічної революції (етап інновацій) співвідноситься з фазою початку економічного зростання. Коли з'являються нові технології, що довели свою придатність на практиці, відбувається тимчасове скорочення нових технологічних розробок, оскільки в цей період робиться упор на максимальне практичне застосування вже існуючих технологій. Цей період позначається як етап застосування. Цей етап пов'язаний з періодом економічного зростання і, можливо, навіть економічним бумом. Проте в певний момент прибутковість (співвідношення прибутку і ціни) нових технологій знижується до рівня технологій попереднього покоління. Ринки насичені технологічними продуктами, а нові капіталовкладення у цей спочатку новий сектор не принесуть прибуток вищий за середній. У цей момент починається криза, яка підштовхує до нових технологічних досліджень. Таким чином, етап стагнації і криза долаються новою технологічною революцією з новими технологіями, які оживлять економіку. І ця нова технологічна революція — початок нової хвилі.
Внутрішня структура кожної довгої хвилі така:
1. етап інновацій — технологічна революція (початок економічного зростання після кризи, кінця попередньої хвилі)
2. етап застосування (економічний бум)
3. етап стагнації — насичення економіки і суспільства інноваціями (економічна криза)

## Технологічні революції
Згідно теорії Шміхули, технологічні революції є головним двигуном економічного розвитку, і, отже, довгострокові економічні цикли залежать від хвиль технологічних інновацій.
Шмихула визначив шість циклів технологічних інновацій сучасної епохи, початих технологічними революціями (одна з них — гіпотетична революція в найближчому майбутньому). Також, він виділив подібні цикли в передсучасній епосі.
Технологічні цикли передсучасної епохи:
| Цикл | Період             | Технологічна революція                     | Найбільш важливі інновації |
| 1.   | 1900-1100 до н. е. | Індоєвропейська технологічна революція     | Конярство, обробка заліза |
| 2.   | 700-200 до н. е.   | Кельтська і грецька технологічна революція | Залізні інструменти і зброя, антична грецька цивілізація                                                                       |
| 3.   | 300-700 н. е.      | Германо-слов'янська технологічна революція | Двопольна система землеробства, використання важкого плуга, використання кінських стремян                                      |
| 4.   | 930-1200           | Середньовічна технологічна революція       | Трипольна система землеробства, підковання коней, водні і вітряні млини, добрива                                               |
| 5.   | 1340-1470          | Технологічна революція епохи ренесансу     | Вогнепальна зброя, доменна піч, книгодрукування рухливими літерами, годинник, астролябія, компас, великі географічні відкриття |

Технологічні цикли сучасної епохи:
| Цикл | Період        | Технологічна революція                               | Лідируючі сектори економіки                                                                                           |
| 1.   | 1600-1740     | Фінансово-агрокультурна революція                    | Фінанси, сільське господарство, торгівля                                                                              |
| 2.   | 1780-1840     | Індустріальна революція                              | Текстиль, залізо, вугілля, залізниці, канали                                                                          |
| 3.   | 1880-1920     | Технічна революція                                   | Хімія, електротехнічна промисловість, машинобудування                                                                 |
| 4.   | 1940-1970     | Науково-технічна революція                           | Авіаційна промисловість, ядерна промисловість, космонавтика, синтетичні матеріали, нафтова промисловість, кібернетика |
| 5.   | 1985-2000     | Інформаційна і телекомунікаційна революція           | Телекомунікації, кібернетика, інформатика, інтернет                                                                   |
| 6.   | 2015-2025 (?) | Гіпотетична пост-інформаційна технологічна революція | Біомедицина, нанотехнології, альтернативні види палива                                                                |

Теорія Шміхули технологічних революцій популярна серед прибічників теорії довгих економічних хвиль (наприклад, циклів Кондратьєва) і серед учених, які вважають, що економічна криза в 2007—2012 роках була результатом технологічного застою.

А. А. Давидов визначив математичну формулу для визначення тривалості циклів Шміхули, яка ґрунтована на послідовності Фібоначчі.

## Критика теорії
Ця теорія має ту ж проблему, що і інші теорії довгого циклу — іноді її важко обґрунтувати точними даними, а потенційна довгострокова крива завжди змінюється під впливом інших короткочасних чинників, тому її курс завжди лише досить абстрактна реконструкція. Крім того, ідея концентрації найбільш важливих нововведень в певні періоди часу представляється логічною, але її перевірка залежить від дуже суб'єктивного визначення «найбільш важливих» технологічних інновацій. Теорія циклів Шміхули популярніша в Росії, Бразилії и Индии, чем в Европе.

### Ресурси Інтернету
- Давыдов А.А. В преддверии нанообщества // Социологические исследования. – 2007. - № 3. - С. 119-125.
- Теория волн Элиотта.